# Elias Magnus Fries
Elias Magnus Fries (Femsjö, 15 agosto 1794 – Uppsala, 8 febbraio 1878) è stato un micologo e botanico svedese.

## Biografia
Studioso di sistematica micologica e di micologia descrittiva riconosciuto come il padre ed il massimo esponente della moderna micologia, descrive parecchie migliaia di funghi. 
Fa i suoi studi all'Università di Lund dove diventa docente nel 1814, professore di botanica nel 1824. È nominato professore d'economia pratica all'Università di Uppsala nel 1834 e di botanica nel 1852. Va in pensione nel 1859 ma continua a dirigere il giardino botanico ed il museo di botanica fino al 1863. È membro dell'Accademia Svedese (1847) e della Royal Society (1875).
Ancora oggi chi si avvicina alla micologia si basa per la determinazione dei Miceti alle caratteristiche morfocromatiche dettate dal Fries.

## Le opere
Fra le opere di Fries citiamo: 
- Novitiæ Floræ Suecicæ (1814-1823);
- Observationes mycologicæ (due volumi, 1815-1818);
- Systema mycologicum (tre volumi, 1821-1823);
- Elenchus fungorum (due volumi, 1828);
- Lichenographica europeæ reformata (1831);
- Botaniska utflygter (tre volumi, 1843-1864);
- Summa vegetabilium Scandinaviæ (1846-1849);
- Novæ symbolæ mycologicæ (1851)*
- Monographia hymonomycetum Sueciæ (due volumi, 1857-1863);
- Icones selectæ Hymenomycetum (due volumi, 1867-1884).